# جان بافوم
جان بافوم (انگلیسی: John Buffum؛ زادهٔ ۴ اکتبر ۱۹۴۳) راننده رالی، و مهندس اهل ایالات متحده آمریکا است. او موفق ترین راننده آمریکایی در مسابقات رالی قهرمانی جهان است.